# EscaPADE
Escape and Plasma Acceleration and Dynamics Explorers (EscaPADE) és una missió de la Universitat de Califòrnia, Berkeley, però finançat per la NASA, dins del seu programa SIMPLEx, que preveu enviar a Mart dues naus espacials bessones en un vehicle de llançament New Glenn el 2025 o el 2026, amb arribada prevista a Mart pel setembre de 2027
Les dues naus espacials que formen part de la missió reben el nom de Blue i Gold.

## Missió
A nivell tecnològic, la missió pretén demostrar la viabilitat de fer exploració espacial planetària de baix cost.
En l'àmbit científic, la missió de les dues naus espacials bessones és estudiar la magnetosfera única de Mart i com el vent solar va contribuir a la pèrdua de la major part de l'atmosfera del planeta al llarg de la història del sistema solar.

## Objectius científics
Els objectius científics d'ESCAPADE són els següents:
- comprendre els processos que controlen l'estructura de la magnetosfera híbrida de Mart i com guia els fluxos d'ions;
- entendre com l'energia i la quantitat de moviment es transporten des del vent solar a través de la magnetosfera de Mart; i
- Comprendre els processos que controlen el flux d'energia i matèria dins i fora de l'atmosfera de col·lisió.

## Les naus espacials
Les dues naus espacials que formen part de la missió EscaPADE  són idèntiques i seran col·locades en òrbita al voltant de Mart de manera que els permeti estudiar els mateixos fenòmens atmosfèrics des de dues localitzacions distintes.
Tenen una massa seca d'aproximadament uns 200 kg i una massa humida de poc menys de 550 kg. Fan aproximadament 60 × 70 × 90 cm. Estan impulsades per dues ales amb plaques solars de 480 × 70 cm. Les comunicacions són en banda X mitjançant una antena parabòlica de 60 cm de diàmetre.

## Instruments
Hi ha tres instruments científics a bord de cada nau espacial idèntica: EMAG, EESA i ELP.
EMAG, que va ser desenvolupat pel Centre de l'Espai Goddard de la NASA, és un magnetòmetre que mesurarà camps magnètics.
EESA és un analitzador electroestàtic dissenyat per mesurar les energies, fluxos i masses d'ions supratèrmics.
ELP, desenvolupat pel Laboratori d'Instrumentació Espacial i Atmosfèrica de la Universitat Aeronàutica Embry-Riddle, és una sonda Langmuir que consta de tres sensors separats: la sonda Langmuir multiagulla (mNLP), que consta de 4 agulles fines que mesuren la densitat tèrmica d'electrons; les dues sondes d'ions planars (PIP), que mesuren la densitat d'ions tèrmics, i la sonda de potencial flotant (FPP), que mesura els canvis en el potencial electroestàtic relatiu de la nau espacial.